# Panga klif
Panga klif neboli Mustjala klif/útes, estonsky Panga pank nebo Mustjala pank, je klif/útes. Nachází se v západní části severního pobřeží ostrova Saaremaa v Baltském moři, poblíž vesnice Panga v kraji Saaremaa v Estonsku.

## Další informace
Panga klif má délku cca 2,5 km. Je to nejvyšší břeh kraje Saaremaa s maximální výškou 21,3 m, a také je to nejvyšší skalní výchoz/klif v západním Estonsku. Skládá nejméně ze tří klifových teras. Kromě hlavního klifu se dále ve vnitrozemí nachází menší klif a také podvodní klif. Klif není tvořen z příliš pevného materiálu a podléhá erozi. Z útesu je vyhlídka až na sousední ostrov Hiiumaa. Místo je opředeno mýty a na vrcholu bylo obětiště. Na klifu se nachází rozhledna a také umělecky ztvárněné sluneční hodiny. Nachází se zde také přírodní rezervace. Pod klify se lze dostat pohodlně na jejich koncích a nebo lze slézt dolů po trvale instalovaném laně přibližně uprostřed délky klifu. Místo je celoročně volně přístupné ze silnice či blízkého parkoviště.

## Galerie

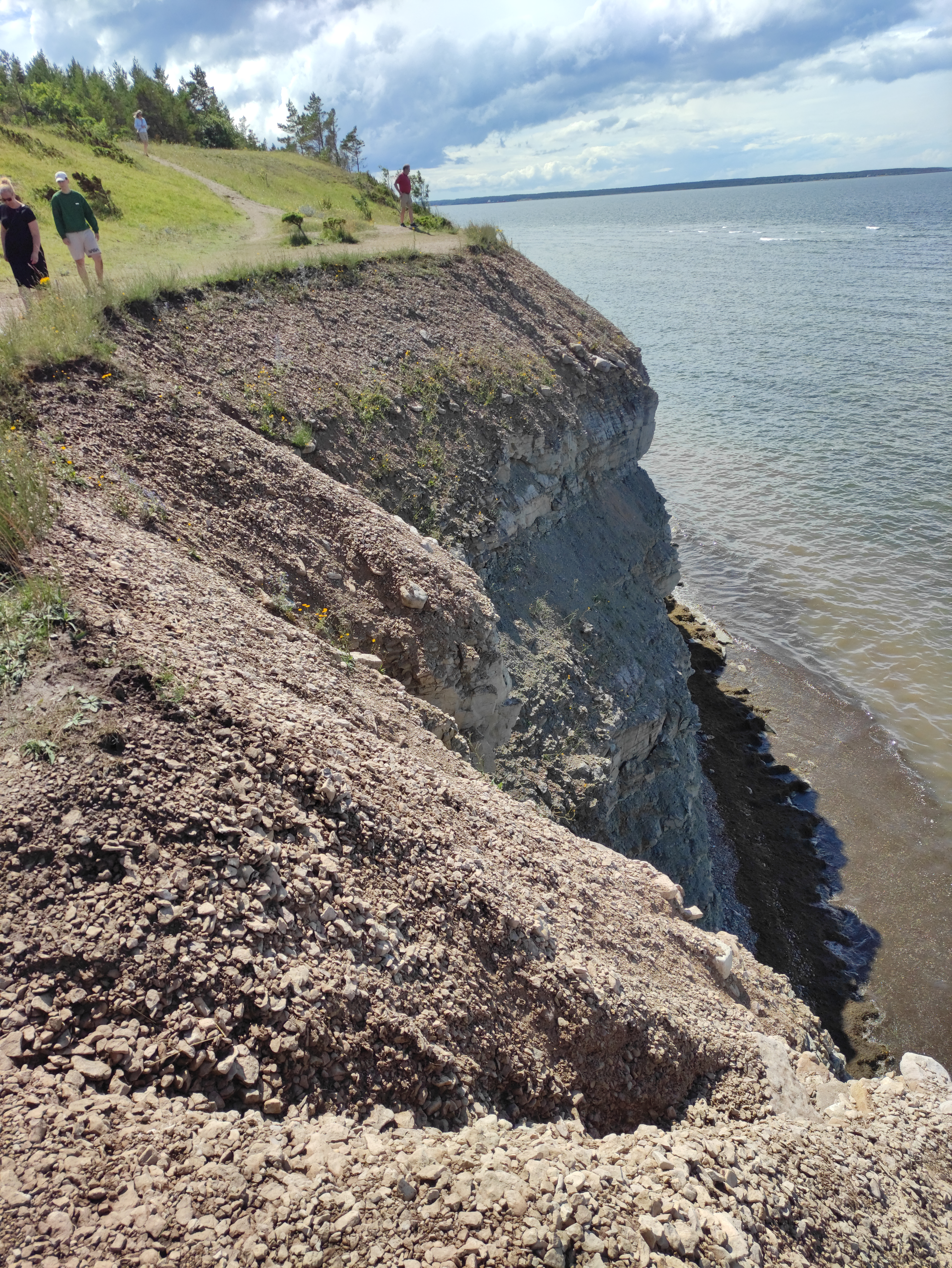
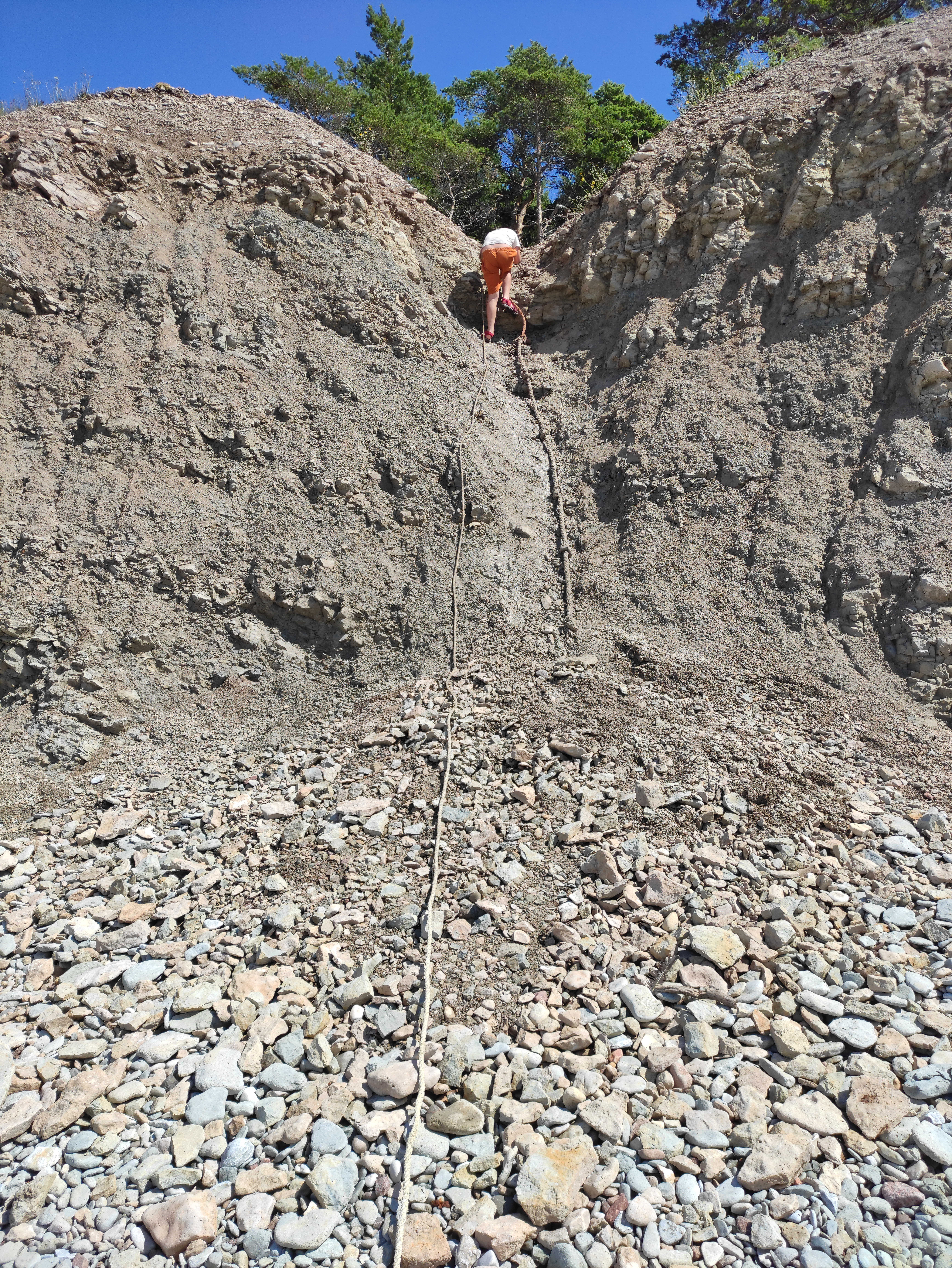
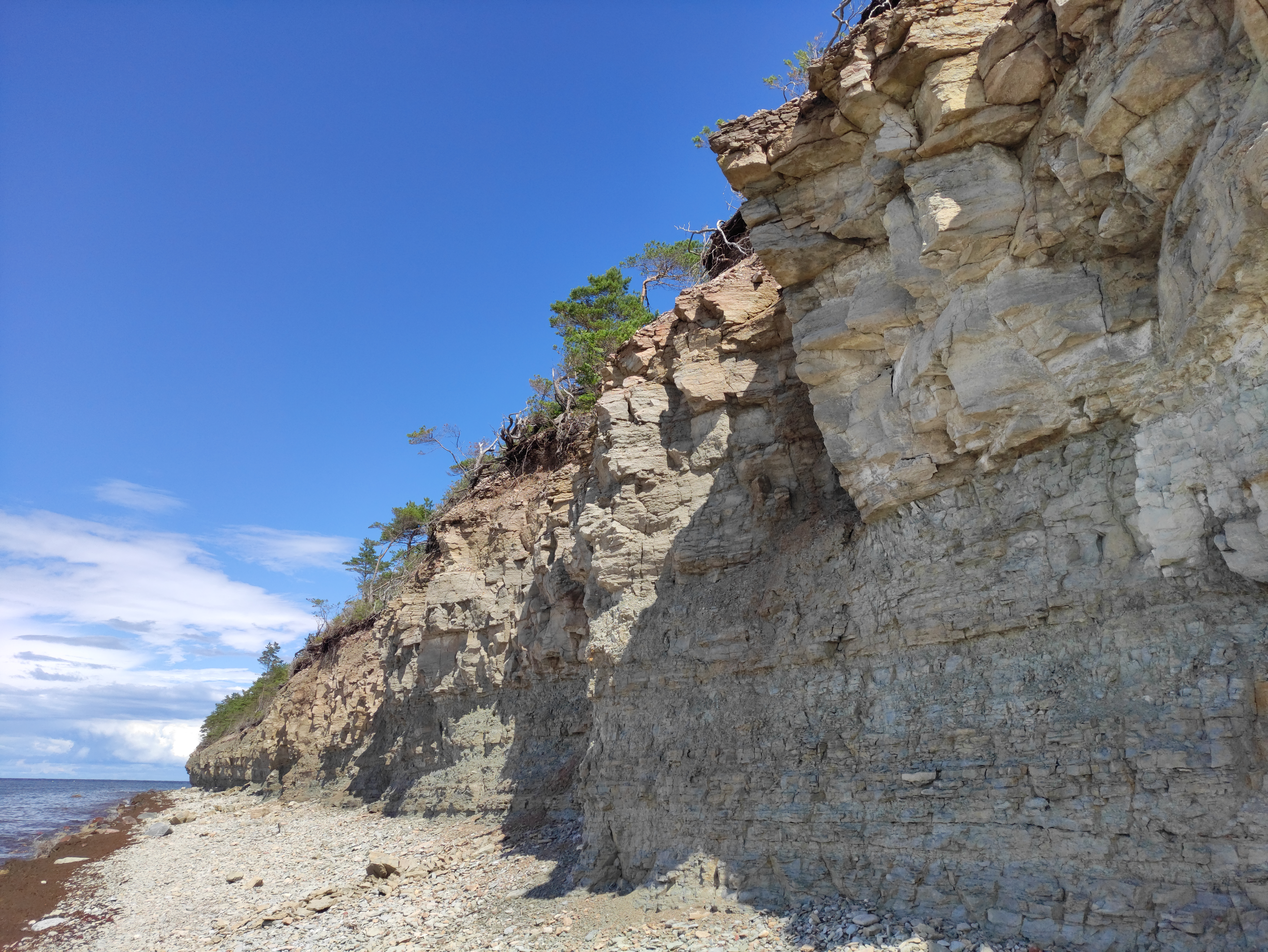
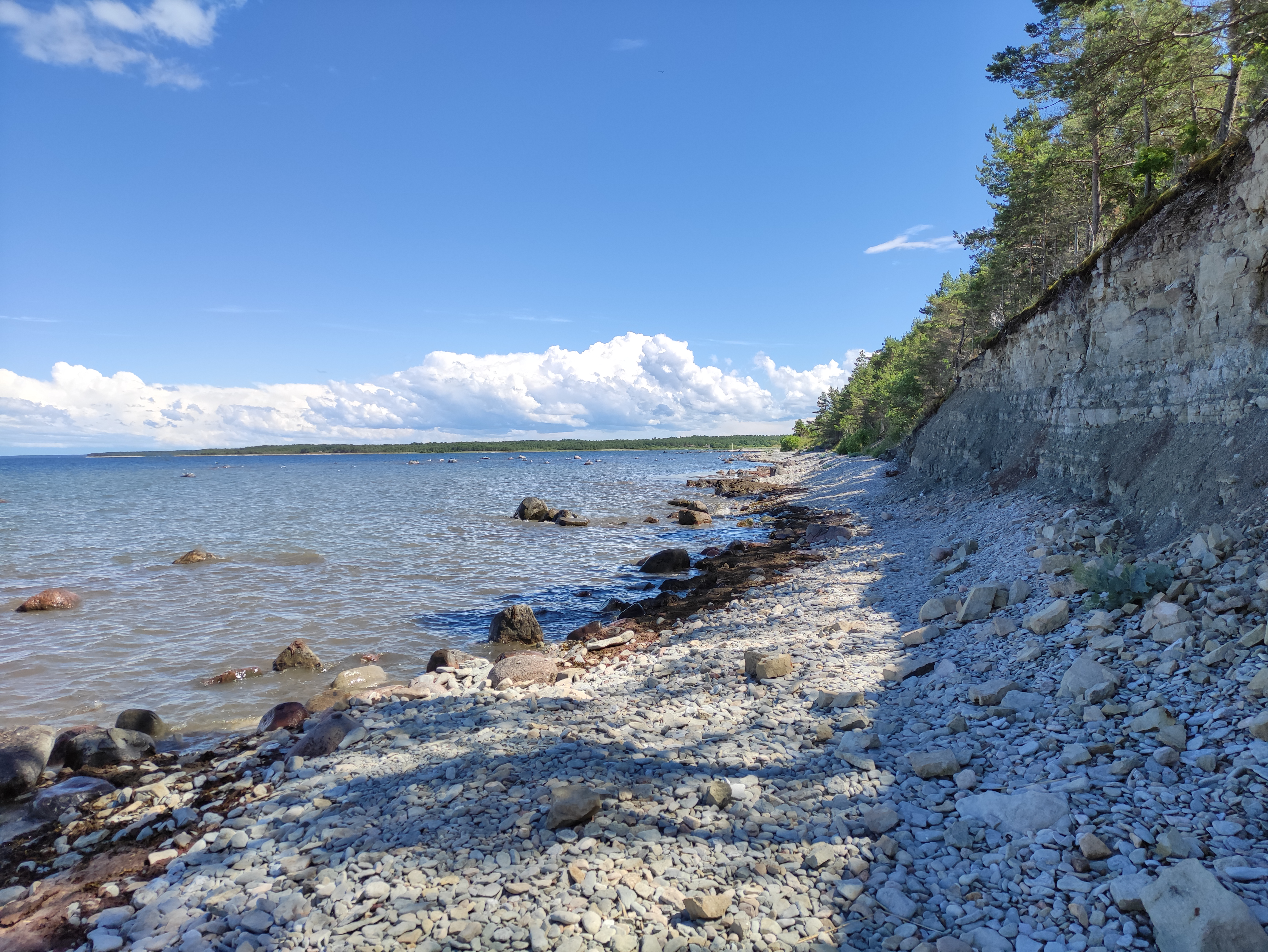
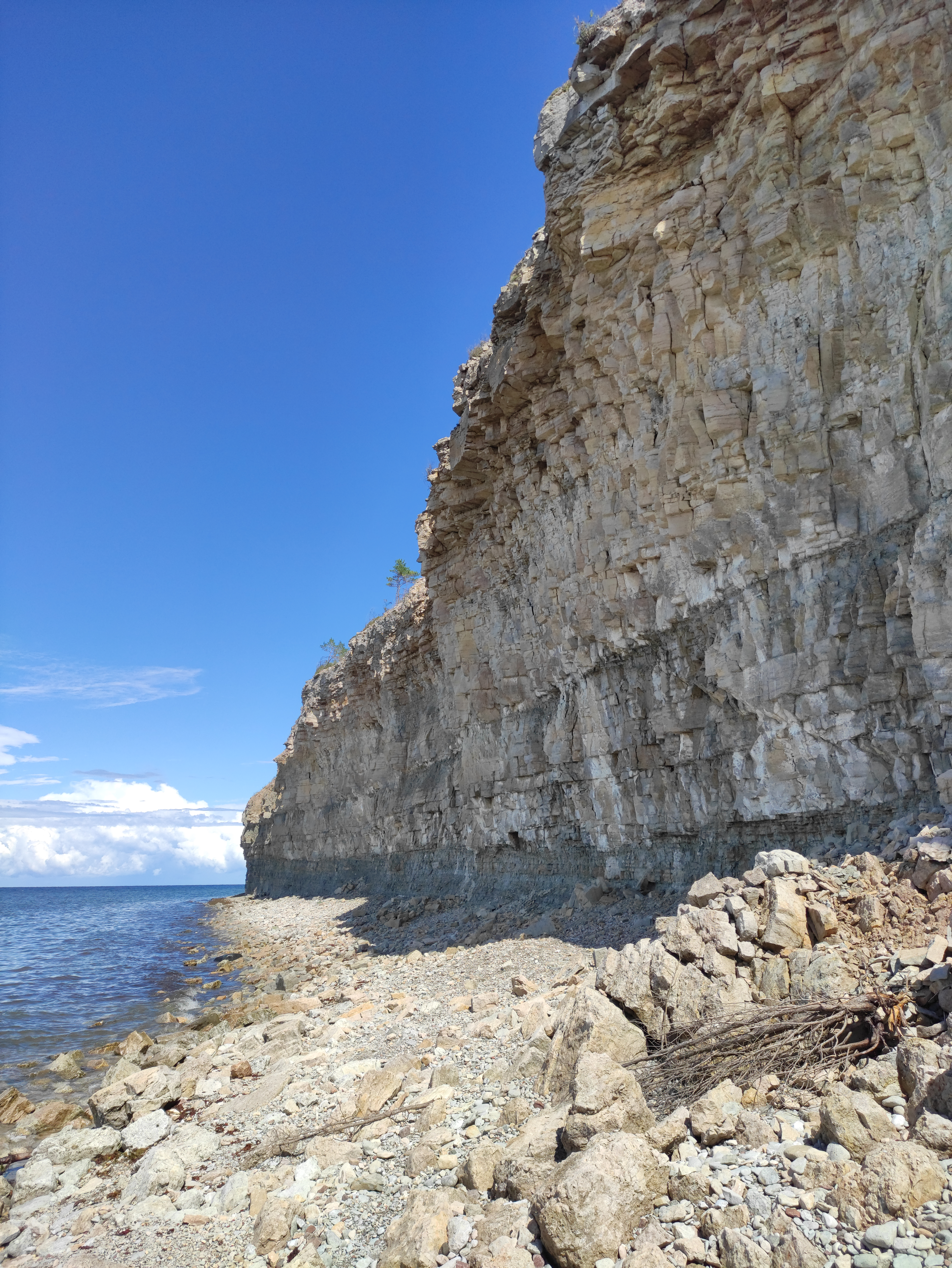
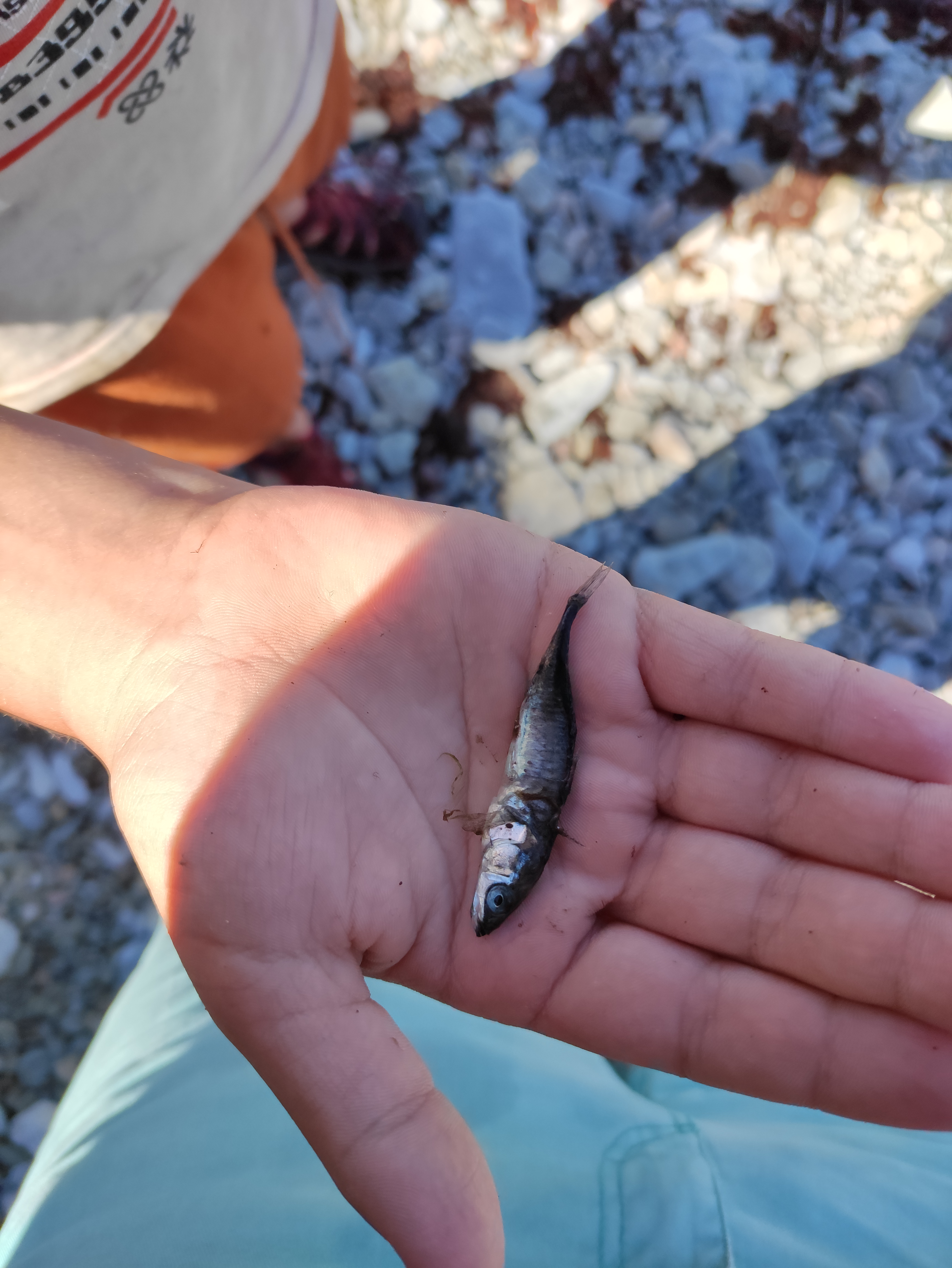
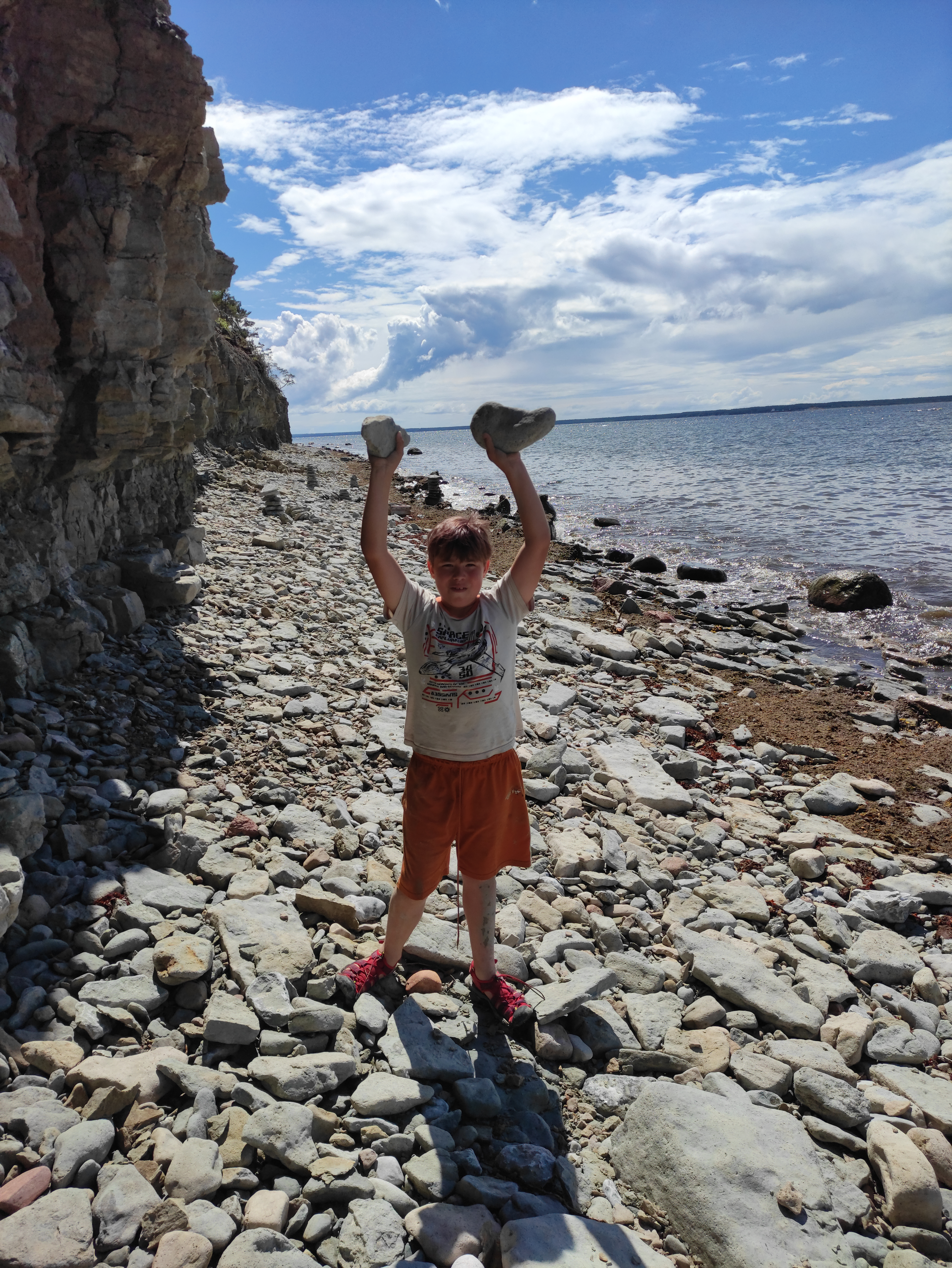
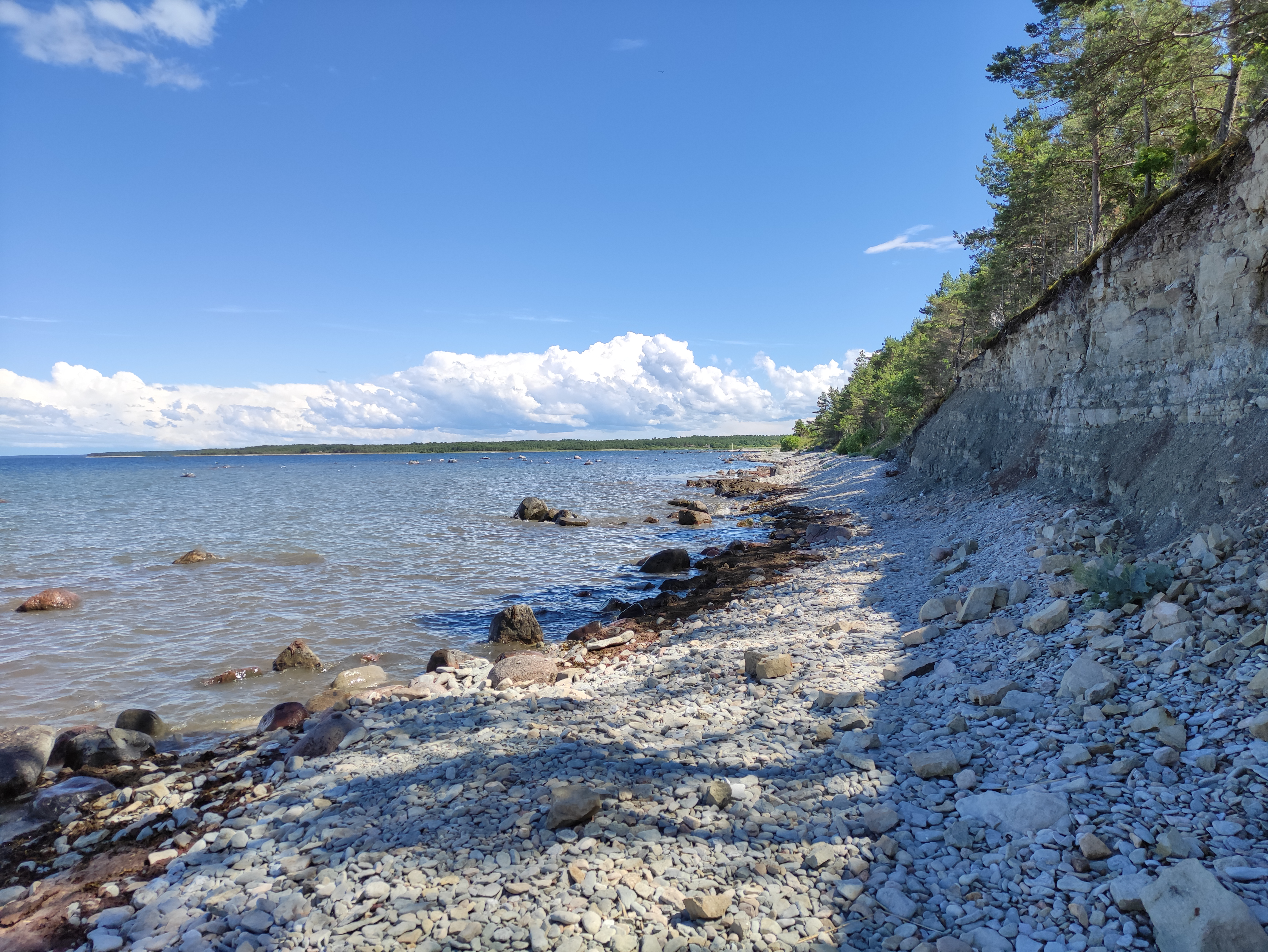
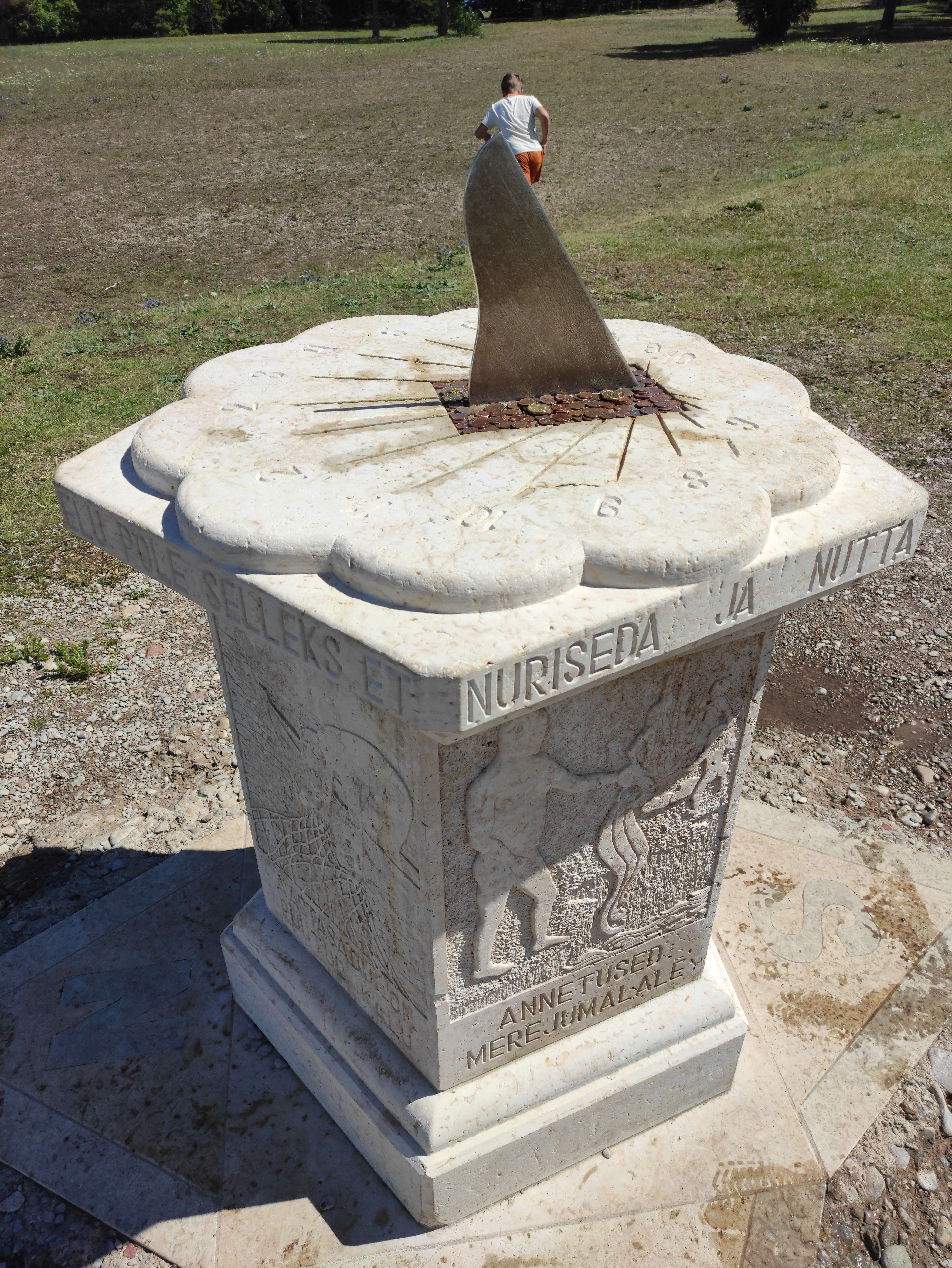
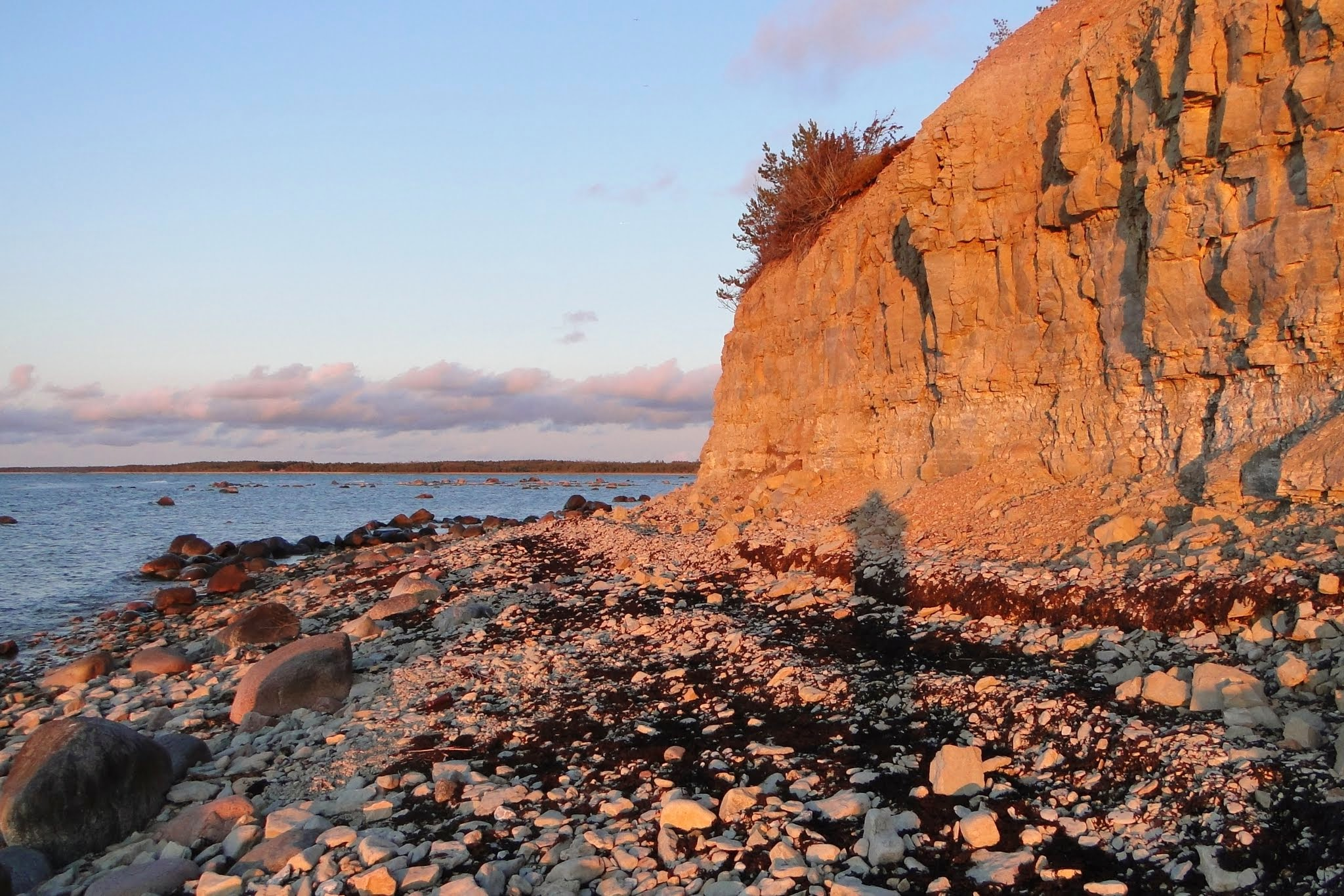
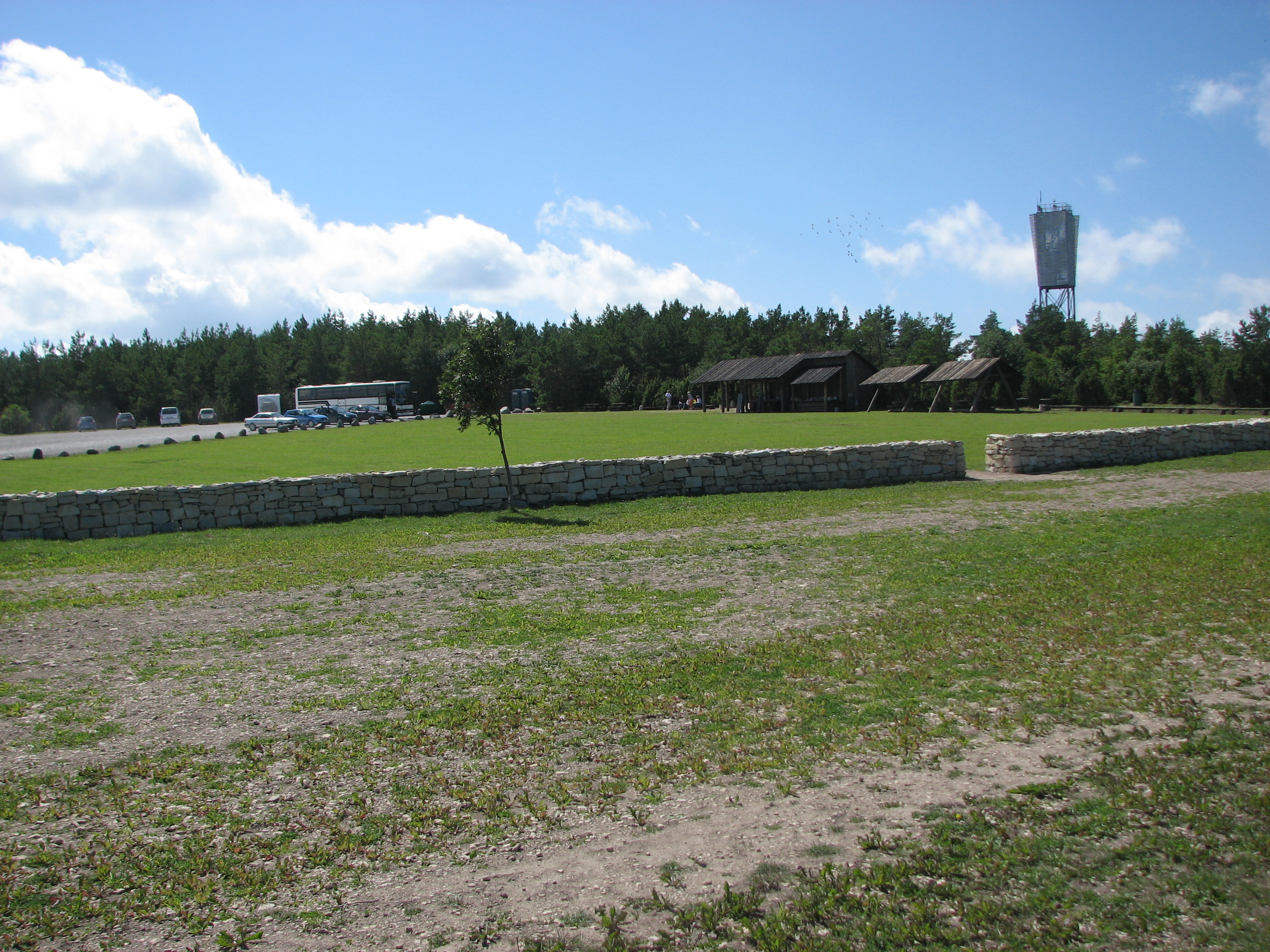
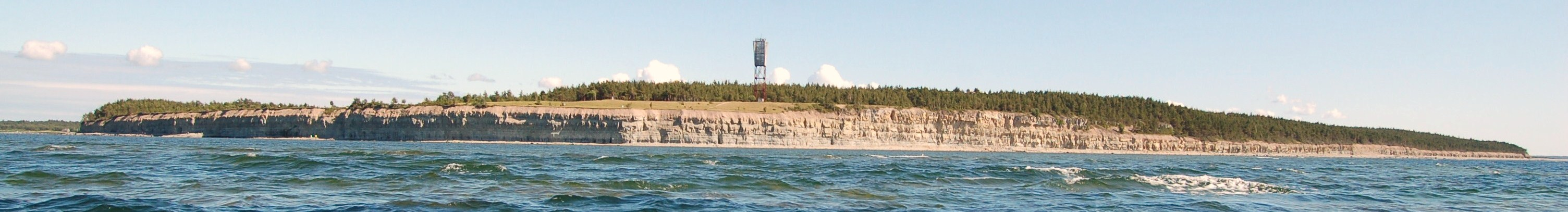